# Želimir Stinčić
Želimir "Željko" Stinčić (Zagreb, 13. srpnja 1950.) bio je hrvatski nogometni vratar.

## Nogometna karijera
Želimir Stinčić, čiji je otac također bio jugoslavenski reprezentativni vratar Branko Stinčić, počeo je igrati u Dinamu 1967., ali je u prvih šest sezona imao tek nekoliko nastupa, jer je u to vrijeme bio drugi ili treći vratar ispred kojega su tada bili reprezentativci Zlatko Škorić i Fahrudin Dautbegović. Nakon Dautbegovićevog odlaska iz Dinama, Stinčić u sezoni 1973./74. jugoslavenske Prve savezne lige bilježi 21 nastup, a sljedećih godina je postao nezaobilazni član Dinamove prve momčadi, nastupivši do 1981. u ukupno 478 utakmica u različitim natjecanjima, uključujući 189 ligaških nastupa. Na kraju sezone 1980./81. Preselio se u Austriju iz Salzburga, gdje je igrao četiri sezone do okončanja igračke karijere, nastupivši na 91 utakmici austrijske Bundeslige.
Imao je jedan nastup na vratima jugoslavenske nogometne reprezentacije u kvalifikacijama za Europsko prvenstvo u Italiji 1980. protiv Španjolske 4. listopada 1978. i primio je dva pogotka u porazu od 2:1.
Nakon umirovljenja radio je kao trener vratara u zagrebačkom Dinamu do 2005. godine, kada je zajedno sa Zlatkom Škorićem otvorio vratarsku akademiju. 